# Glitzerschnee und Knoblauchpizza
Glitzerschnee und Knoblauchpizza ist ein an Kinder gerichtetes Weihnachtsalbum des deutschen Liedermachers Fredrik Vahle. Er nahm es zusammen mit der Musikerin Dietlind Grabe-Bolz auf, mit der er seit den 1980er Jahren regelmäßig zusammenarbeitet. Es erschien 1987, wobei keine späteren Auflagen erfolgten. Dies hing wahrscheinlich mit den nach Veröffentlichung eher negativen Reaktionen von Eltern und Kritikern auf das Album zusammen, dessen Lieder mitunter für das Genre untypische Themen behandeln. In späteren Jahren erschienen die meisten der Stücke von Glitzerschnee und Knoblauchpizza sowohl auf weiteren Vahle-Alben als auch neben Werken anderer Interpreten auf Weihnachts-Kompilationen.

## Hintergrund und Inhalt
Glitzerschnee und Knoblauchpizza stammt vom Liedermacher Fredrik Vahle sowie der Musikerin Dietlind Grabe-Bolz, die er in den 1980er Jahren kennen lernte und seitdem regelmäßig zusammen mit ihr Lieder aufnimmt. Das Album besteht zum Großteil aus Neukompositionen Vahles. Die bereits bestehenden Stücke Advent, Advent, Kling, Glöckchen, klingelingeling sowie Schneeflöckchen, Weißröckchen sind ebenfalls erhalten, allerdings mit abgeänderten Texten. In den Titeln geht es um verschiedene, in Verbindung zur Winter- beziehungsweise Weihnachtszeit stehenden Themen. Vahle wollte mit seinen neuen Liedern laut eigener Aussage negative Dinge behandeln, die Kinder mitbekommen, ihnen aber gleichzeitig die Magie des Weihnachtsfestes nicht vorenthalten. Daher gehen einige der Texte humoristisch auf für das Weihnachtslied-Genre eher ungewöhnliche Themen ein.
So finden sich in der Albumversion von Kling, Glöckchen, klingelingeling Anspielungen auf verschiedene Formen von Gewalt („Dracula und Frankenstein schlagen sich die Fresse ein, und dann kommt der Weihnachtsmann, steckt sie in den Sack und dann... Kling, Glöckchen, klingelingeling...“). Der Albumtitel bezieht sich auf eine Stelle im Lied vom Weihnachtsmann. Besagter Gabenverteiler singt darüber, dieses Jahr keine Geschenke ausliefern, sondern in seinem Wald bleiben zu werden. Als Gründe gibt er an, von den Erwachsenen im restlichen Jahr herablassend behandelt zu werden sowie in der hektischen Stadt als Werbefigur fungieren zu müssen. Die Kinder lädt er jedoch ein, ihn im Wald zu besuchen. Sie sollen ihm eine Knoblauchpizza mitbringen und mit ihm im Glitzerschnee Schlitten fahren. In Das Rentier weigert sich eines der Rentiere des Weihnachtsmanns, der am Weihnachtstag fast verschlafen hätte, aufzubrechen. Als sein Vorgesetzter verärgert fragt, wo das Problem liegt, fragt das Rentier schüchtern, ob es auch ein Weihnachtsgeschenk bekommt. Das Rackedickeducke-Lied handelt vom Nikolaus, der sich im Wald an einem Lagerfeuer aufwärmt. Daraufhin kommen nacheinander ein Bär, ein Waldarbeiter, ein Dachs, der Räuber Hotzenplotz und ein Hase, denen ebenfalls kalt ist, ans Feuer. Am Ende schlägt die Kuckucksuhr im nahe gelegenen Forsthaus sehr schnell, da sie wie die Waldbewohner „das Rackedickeducke gepackt“ hat. In Nickoläus’chen, Zippeläus’chen singt Vahle davon, den Nikolaus zu sich nach Hause einzuladen, nur um ihn an der Zipfelmütze zu packen und vor die Tür zu setzen.
Neben den humorvollen finden sich auf dem Album laut Autor eher ernsthafte und spirituelle Lieder, unter anderem Lied vom Engel, Drei Indios und Griechisches Winterlied. Im Lied vom Engel geht es um einen Engel, der sich auf die Erde verflogen hat und friert. Er findet bei einigen Menschen Unterschlupf, die ihm etwas zu essen sowie warme Kleidung geben und anschließend mit ihm singen. Am nächsten Tag geht er wieder und erklärt Gott, dass es ihm im Himmel zu kalt sei, weswegen er dort nicht mehr leben will. Der Engel fliegt schließlich auf der Erde umher und appelliert an die Menschheit, im kalten Winter „warm im Herzen“ zu werden. Drei Indios erzählt die Geschichte dreier Indigener, die in den Bergen in Armut leben und deswegen Töpfe auf einem Weihnachtsmarkt in der Stadt anbieten. Während sie warten, zünden sie sowohl zu Ehren der heiligen Jungfrau als auch zur Beschwörung guter Geister eine Kerze an. Sie treffen einen Pfarrer, der verkündet, dass die Erlösung nicht erst im Himmel, sondern bereits auf der Erde geschehen müsse. Damit bringt er den zentralen Gedanken der Befreiungstheologie zum Ausdruck. Griechisches Winterlied handelt vom Winter in Griechenland, wegen dem der Boden zufriert, ein Eiswind weht und selbst Strandgegenden kalt sind. Nur in den Häusern gäbe es noch Licht und Wärme, nicht nur dank der dortigen Feuer, sondern auch aufgrund des freundschaftlichen Umgangs der Bewohner miteinander.

## Titelliste
| Nr.          | Titel                            | Länge |
| ------------ | -------------------------------- | ----- |
| 1.           | Advent, Advent                   | 1:22  |
| 2.           | Wo wohnt wohl der Weihnachtsmann | 2:35  |
| 3.           | Kling Glöckchen                  | 1:18  |
| 4.           | Lied vom Weihnachtsmann          | 3:53  |
| 5.           | Das Rentier                      | 2:35  |
| 6.           | Der Rabe                         | 2:27  |
| 7.           | Schneeflöckchen, Weißröckchen    | 2:30  |
| 8.           | Das Rackedickeducke-Lied         | 3:21  |
| 9.           | Nickoläus’chen, Zippeläus’chen   | 0:12  |
| 10.          | Hessisches Wintermorgenlied      | 2:15  |
| 11.          | Griechisches Winterlied          | 3:40  |
| 12.          | Lied vom Engel                   | 2:31  |
| 13.          | Lied von der Christnacht         | 4:09  |
| 14.          | Drei Indios                      | 3:05  |
| 15.          | Schlaflied                       | 2:35  |
| Gesamtlänge: | Gesamtlänge:                     | 38:28 |

## Weitere Veröffentlichungen
Den Großteil der Lieder verwendete Vahle für weitere, später veröffentlichte Alben. Zehn Titel (Advent, Advent, Drei Indios, Griechisches Winterlied, Kling, Glöckchen, Lied vom Engel, Lied vom Weihnachtsmann, Der Rabe, Das Rackedickeducke-Lied, Das Rentier und Wo wohnt wohl der Weihnachtsmann) finden sich auf In meinem Weihnachtswinterwald von 2003. Auf dem 2017 veröffentlichten Weihnachtsfreude Glitzerschnee erschienen acht der Stücke (Kling, Glöckchen, Lied vom Engel, Lied vom Weihnachtsmann, Der Rabe, Das Rackedickeducke-Lied, Das Rentier, Schlaflied und Wo wohnt wohl der Weihnachtsmann). Ein Jahr darauf waren Drei Indios und Griechisches Winterlied Teil der Trackliste von Alles ist Schwingung, alles ist Klang. Ein von Max Prosa und Sarina Radomski gesungenes Cover von Das Rackedickeducke-Lied kam auf Vahles Album Zugabe aus dem Jahr 2019 heraus. Auch auf mehreren Vahle-Best-of-Alben erschienen Lieder von Glitzerschnee und Knoblauchpizza, beispielsweise auf Die Fredrik Vahle Schatzkiste, Die schönsten Lieder von Fredrik Vahle und Fredrik Vahle – Die 100 schönsten Lieder. Der Künstler spielt die Titel zudem auf einem Weihnachtskonzert für Kinder, das er mit seiner Kollegin Beate Lambert seit den 2010er Jahren regelmäßig in Marburg gibt.
Daneben kommen einige der Stücke von Glitzerschnee und Knoblauchpizza (hauptsächlich Griechisches Winterlied, Lied vom Weihnachtsmann, Das Rackedickeducke-Lied und Das Rentier; vereinzelt Advent, Advent, Hessisches Wintermorgenlied, Lied von der Christnacht, Der Rabe, Schneeflöckchen, Weißröckchen und Wo wohnt wohl der Weihnachtsmann) seit Veröffentlichung regelmäßig zusammen mit Liedern anderer Künstler hauptsächlich auf an Kinder gerichtete Weihnachtskompilationen heraus. Dazu gehören Cover-Alben wie das von einem Kinderchor gesungene Die allerschönsten Weihnachtslieder oder Ein Licht scheint in der Dunkelheit des Musikers Jonathan Böttcher. Auf den meisten dieser Kompilationsalben sind jedoch Vahles Originalversionen zu hören, beispielsweise auf Meine allerersten Kinderlieder zum Advent, Meine allerersten Kinderlieder zur Weihnachtszeit, Die neue Weihnachtsschatzkiste, Eine Schatzkiste voller Lieder  und Die Weihnachtsschatzkiste.

## Rezeption
Die ersten Reaktionen auf Glitzerschnee und Knoblauchpizza fielen bei Erwachsenen eher negativ aus. Ein Rezensent der konservativ ausgerichteten Die Welt schrieb, dass dem Autor jegliches Gespür für die frohe Botschaft abgehe und man auf derartige Lieder gut verzichten könne. Laut Vahle vertraten mehrere seiner linken Freunde die gegenteilige Meinung, da ihnen manche Titel zu fromm gewesen seien. Zudem hätten nicht nur sie, sondern auch viele Eltern die Behandlung von Gewalt in Kling, Glöckchen heftig kritisiert. Dies könnte laut dem Liedermacher ein Grund sein, warum das Album nach 1987 nicht mehr neu aufgelegt wurde.
Trotz der limitierten Auflage wurde Vahle nach eigenen Angaben Jahre, bevor sie auf anderen Alben erschienen, von Fans immer wieder nach den Liedern von Glitzerschnee und Knoblauchpizza gefragt. Besonders das Rackedickeducke-Lied erfreue sich bei Kindern großer Beliebtheit, das einige von ihnen bereits lange vor Beginn der Weihnachtszeit hören wollten.
Die zu den Nürnberger Nachrichten gehörende Online-Publikation nordbayern nahm Das Rackedickeducke-Lied im Jahr 2022 in ihrer Liste der 62 besten Weihnachtslieder auf.